# Приворотень віяловий
Пр́иворотень в́іяловий (Alchemilla flabellata Buser) — багаторічна рослина, епізоохор. Представник роду приворотень (Alchemilla), родини розові (Rosaceae). Південно-середньоєвропейський високогірний вид на північній межі ареалу.

## Поширення та екологія
Гори Південної і Середньої Європи (від Піренеїв на заході до Карпат і Криму на сході).
В Українських Карпатах розсіяно трапляється на Чорногорі, Свидовці, Чивчинських горах, Мармароші.
Зростає на високогірних луках, у розколинах скель.

## Морфологія
Невеличка трав'яниста рослина 5-20 см заввишки.
Стебло прямостояче або похиле, стебло й черешки листків густо відлегло опушені, лопаті прикореневих листків по краях зубчасті лише вгорі, а біля основи з обох боків цілокраї, доходять майже до середини пластинки. Листки зверху притиснуто опушені, зісподу — сірувато-сріблясті від густого, більш-менш притиснутого опушення. Квітконіжки опушені.
Цвіте у червні-серпні.

## Охорона
Зростає у Карпатському біосферному заповіднику та Карпатському національному природному парку.